# Saron ház

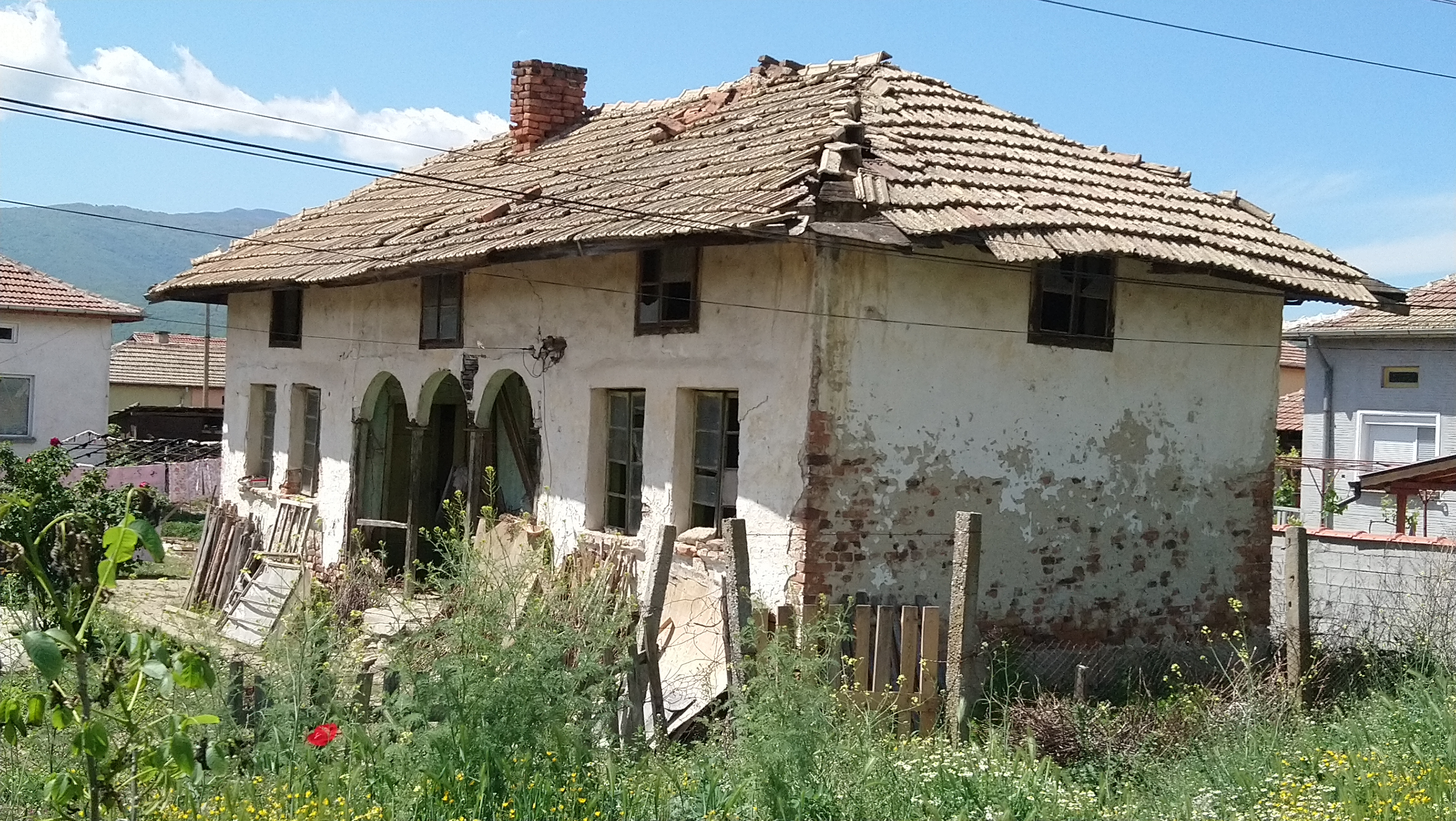
Saron ház Marino Pole faluban, Petrics megyében

A Saron ház, bolgárul: Шаронска къща, ejtsd kb. saronszka kasa, eredetileg Charron-ház, a XX. század elején Bulgáriában a menekültek számára épült háztípus. Ilyen épületek a Balkán-háborúk idején a Macedóniából és az égei-tengeri Trákiából menekülő bolgárok tízezrei számára épültek.
A háztípus nevét René Charron francia bankárról kapta, aki a Nemzetek Szövetsége által a bulgáriai menekültek számára kinevezett biztos volt. Megbízatásának része a menekültek számára lakhatás, mezőgazdasági eszközök és az állatállomány biztosítása volt.
A menekültházak építészeti modelljét megalkotó Charron 2,25 millió brit font értékű nemzetközi hitelt szerzett a beruházásra, amiből a Fekete-tenger bulgáriai partividéken déli részén, a Strandzsa-hegységben és Petrics megyében még ma is álló házak épültek.
A Saron házak egyszerű felépítésűek, egyszintesek, ám a nedvesség ellen enyhén magasított alapzattal rendelkeznek. Az épületek közepén egy társalgó található, ahonnan két oldalt nyílnak a különálló szobák. A kivitelezés egyszerű építési technikával, helyi építőanyagok – leggyakrabban vályogból vagy nem égetett téglából, kezdetben szalmatető – felhasználásával történt.

## Fordítás
Ez a szócikk részben vagy egészben  a(z)   Шаронска къща című bolgár Wikipédia-szócikk ezen változatának fordításán alapul.  Az eredeti cikk szerkesztőit annak laptörténete sorolja fel. Ez a jelzés csupán a megfogalmazás eredetét és a szerzői jogokat jelzi, nem szolgál a cikkben szereplő információk forrásmegjelöléseként.